# Riotuerto
Riotuerto (Rutuertu en cántabre) és un municipi de Cantàbria, situat a la comarca de Trasmiera, a 23 kilòmetres de distància de Santander. Els rius que passen per aquest municipi són: Covadal, Revilla i Miera. Va allotjar part de la Real Fábrica de Artillería de La Cavada.

## Localitats
- Angustina.
- Barrio de Arriba.
- La Cavada (Capital).
- Monte.
- Rucandio.

## Demografia
| 1900  | 1910  | 1920  | 1930  | 1940  | 1950  | 1960  | 1970  | 1980  | 1990  | 2000  | 2007  |
| ----- | ----- | ----- | ----- | ----- | ----- | ----- | ----- | ----- | ----- | ----- | ----- |
| 2.068 | 2.173 | 2.318 | 2.522 | 2.225 | 2.140 | 2.334 | 1.829 | 1.628 | 1.695 | 1.509 | 1.578 |

Font: INE

## Administració

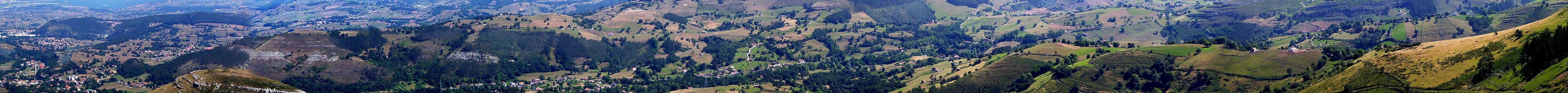
Panoràmica del municipi de Riotuerto.

| Eleccions municipals, 23 de maig de 2003 |      |        |          |
| Partit                                   | Vots | %      | Regidors |
| PRC                                      | 489  | 42,93% | 4        |
| PP                                       | 401  | 35,21% | 4        |
| PSOE                                     | 107  | 9,39%  | 1        |

| Eleccions municipals, 27 de maig de 2007 |      |        |          |
| Partit                                   | Vots | %      | Regidors |
| PRC                                      | 634  | 55,03% | 6        |
| PP                                       | 377  | 32,73% | 3        |